# جيمس هوران
جيمس هوران (بالإنجليزية: James Horan)‏ (8 يونيو 1880 بملبورن في أستراليا - 1 نوفمبر 1945) هو لاعب كريكت أسترالي. لعب مع فريق فكتوريا للكريكت.

## وصلات خارجية
- جيمس هوران على موقع إي آس بي آن كريك إنفو (الإنجليزية)